# Municipio de Maine Prairie
El municipio de Maine Prairie (en inglés: Maine Prairie Township) es un municipio ubicado en el condado de Stearns en el estado estadounidense de Minnesota. En el año 2010 tenía una población de 1887 habitantes y una densidad poblacional de 11,18 personas por km².

## Geografía
El municipio de Maine Prairie se encuentra ubicado en las coordenadas 45°20′57″N 94°19′2″O / 45.34917, -94.31722. Según la Oficina del Censo de los Estados Unidos, el municipio tiene una superficie total de 168.75 km², de la cual 160.16 km² corresponden a tierra firme y (5.09%) 8.59 km² es agua.

## Demografía
Según el censo de 2010, había 1887 personas residiendo en el municipio de Maine Prairie. La densidad de población era de 11,18 hab./km². De los 1887 habitantes, el municipio de Maine Prairie estaba compuesto por el 98.46% blancos, el 0.16% eran afroamericanos, el 0.11% eran amerindios, el 0.21% eran asiáticos, el 0.32% eran isleños del Pacífico, el 0.32% eran de otras razas y el 0.42% pertenecían a dos o más razas. Del total de la población el 1.06% eran hispanos o latinos de cualquier raza.